# Голуховиці (Малопольське воєводство)
Голуховиці (пол. Gołuchowice) — село в Польщі, у гміні Скавіна Краківського повіту Малопольського воєводства.
Населення — 468 осіб (2011).
У 1975-1998 роках село належало до Краківського воєводства.

## Демографія
Демографічна структура станом на 31 березня 2011 року:
|          | Загалом | Допрацездатний вік | Працездатний вік | Постпрацездатний вік |
| -------- | ------- | ------------------ | ---------------- | -------------------- |
| Чоловіки | 225     | 42                 | 164              | 19                   |
| Жінки    | 243     | 50                 | 157              | 36                   |
| Разом    | 468     | 92                 | 321              | 55                   |